# Eupsilia sidus
Eupsilia sidus är en fjärilsart som beskrevs av Achille Guenée 1852. Eupsilia sidus ingår i släktet Eupsilia och familjen nattflyn. Inga underarter finns listade i Catalogue of Life.